# Keb
Keb (Khmer: កែប, uitgesproken als kaep, ook geromaniseerd als Kaeb) is een gemeente in Cambodja met de status van provincie.
Het is de kleinste provincie van Cambodja die 336 km2 beslaat, met een bevolking van 41.798 bewoners. Tevens is het een van de nieuwste Cambodjaanse provincies, samen met Pailin, Sihanoukville en Tboung Khmum, opgericht bij koninklijk besluit op 22 december 2008, dat de gemeente Kep en het district Damnak Chang'aeur scheidde van de provincie Kampot, en ook verschillende provinciegrenzen aanpaste. Het is zowel de kleinste als de minst bevolkte provincie van Cambodja. De provinciehoofdstad is Kep District en de provincie bevat het Kep National Park.

## Aardrijkskunde

### Lokalisatie
Het grondgebied van Kep is volledig omringd door de provincie Kampot, met uitzondering van de 16 km lange zeekust aan de zuidkant aan de Golf van Thailand en het Vietnamese eiland Phu Quoc. De westelijke grens is 20 km van de stad Kampot. De oostgrens is ongeveer 20 km van de Vietnamese grens.

### Kep-archipel
Het schiereiland Kep gaat in een driehoek in zuidwestelijke richting naar de baai van Kep. Een kleine archipel van 13 eilanden (Koh) en eilandjes bevindt zich aan de oostkant van het schiereiland:
Koh Tonsay (កោះទន្សាយ, 'Rabbit Island')
Koh Kok (កោះ កុក, Zilverreiger)
Koh Mtes (កោះ ម្ទេស, Chili Island)
Koh Svay (កោះ ស្វាយ, 'Mango Island')
Koh Tbal (កោះត្បាល់, 'Millstone Island')
Koh Hal Trei. (កោះ ហាល ត្រី, 'Dry Fish Island')
Koh Svay Prey (កោះ ស្វាយព្រៃ), 'Wild Mango Island')
Koh Sarang (កោះ សា រ៉ា ង 'Sarang Island')
Koh Pou (កោះ ពោធិ of Pura Island, 'Enlightening Island')
Koh Makprang. (កោះ ម៉ាក ប្រា ង, 'Makprang Island' - Een Cambodjaanse wilde kleine vrucht gelijkend op een mango.)
Koh Angkrong (កោះ អង្គ្រង, 'Angkrong Island' - Angkrong is een boomsoort.)
Koh Ach Seh (កោះ អាចម៍សេះ, 'Horse Dung Island', maar de naam is populair en evolueert naar alleen Kos Seh - Horse Island.)
Koh Snguot. (កោះ ស្ងួត, 'Dry Island')

### Koh Tonsay
Het strand van Koh Thonsay (wat 'Konijneneiland' betekent) ligt ongeveer 4,5 kilometer ten zuidwesten van Kep. Toeristen voelen zich aangetrokken tot de twee witte zandstranden en de zee is ondiep en geschikt om in te zwemmen. Op de zeebodem bevinden zich een verscheidenheid aan koralen, zeedieren en planten die onderzoekers en ecologen aantrekken.
De naam Koh Tonsay is afgeleid van het woord Rumsay. Terwijl hij de troepen van de commandant probeerde te ontwijken, werd prins Sakor Reach hopeloos omdat zijn eigen troepen moe begonnen te worden. Hij leidde zijn overgebleven troepen over de zee naar een eiland voor de stad Kep, waar de troepen zich verspreidden. Dienovereenkomstig heette het eiland Koh Rumsay, Koh Ormsay, Koh Ornsay en Koh Tonsay, zoals het tegenwoordig bekend is. Een andere versie is dat, volgens veel plaatselijke bewoners die hun jeugd doorbrachten in Kep vóór 1975, het eiland voorheen Koh Antai heette. Er is geen duidelijke betekenis voor dit woord.
Koh Tonsay is 2 vierkante kilometer groot. Tijdens het toenmalige Sangku Reastr Niyum-regime van prins Norodom Sihanouk werd het gebruikt als een plek om criminelen te rehabiliteren, die ook werden gebruikt om het eiland te verdedigen. In deze tijd werden ook paardenkarpaden en houten motels met rieten daken gebouwd. Het grootste deel van deze infrastructuur is verwoest door het weer en decennia van oorlog. Tegenwoordig is Koh Tonsay een belangrijke toeristische attractie voor Kep. Er zijn ongeveer 8 door Khmer gerunde eenvoudige pensions en ongeveer 5 restaurants, die voornamelijk verse zeevruchten serveren, zoals krabben, garnalen en vis. Overdag kan het behoorlijk druk worden met dagtoeristen, die rond 16.00 uur vertrekken, dus voor de zonsondergang zijn er maar een paar overnachtende mensen. Elektriciteit loopt alleen van 18.00 tot 21.00 uur door generatoren. Water kan tijdens de droge maanden (dec-apr) tekort komen en longtailboten met grote watertanks voorzien het eiland van water.